# Жатва

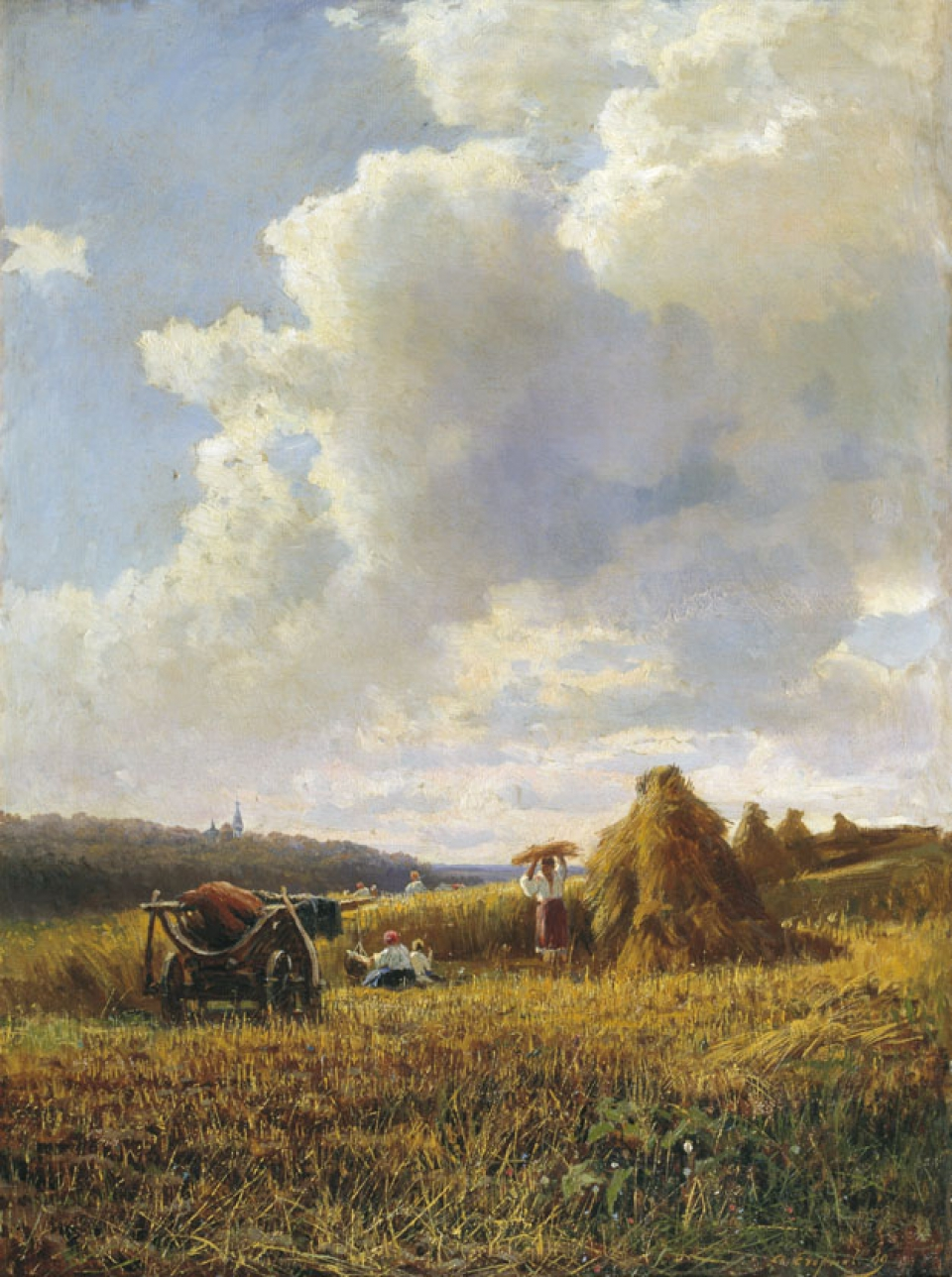
«Жатва». А. Егорнов, ранее 1904.

Жа́тва — время уборки преимущественно злаковых растений (риса, пшеницы, ржи, овса, ячменя,…). Время жатвы озимых хлебов приходится на июль, обычно самый жаркий месяц в году. Быть целый день на солнцепёке в такую пору от зари до зари — работа в высшей степени тяжёлая, особенно при снимании хлеба серпом. Поэтому издавна время жатвы называлось народом не просто рабочей порой, как говорили о сенокосе, молотьбе и других, а страдой, как о времени страдания.
Жнец — работник на жатве; жни́ца — работница.

## Жатва в Библии
Жатва в Палестине (Быт. 8:22) обыкновенно начиналась около начала апреля и оканчивалась в июне, но в некоторых частях нагорной страны и позднее. Жатва ячменя предшествовала жатве пшеницы. Для срезания колосьев обыкновенно использовался серп, а молотьба и просеяние хлеба производились часто под открытым небом. Собирание отдельных колосьев, даже отдельных снопов, забытых на поле, после уборки предоставлялось беднякам и делалось их собственностью. Сезон жатвы, несомненно, считался очень трудным, но в то же время и самым весёлым среди полевых занятий. Поэтому выражение «как веселятся во время жатвы» (Ис. 9:3) обратилось даже в поговорку. Пшеница собиралась в житницу, а плевелы, собранные в связки, сжигались (Мф. 13:30). Обыкновенной пищей для жнецов, по крайней мере во времена Руфи, служили только хлеб и поджаренные колосья; питьём же — уксус (вид кислого, слабого вина), отличавшийся вероятно прохлаждающим свойством, особенно приятным в странах жаркого климата (Руф. 2:14). Обычным приветствием между жнецами и проходящими мимо, как видно из 2:4, было следующее: «…и сказал [Вооз] жнецам: Господь с вами! И они сказали ему: да благословит тебя Господь!»

## Жатва в славянской традиции
Жа́тва (процесс уборки злаковых культур) являлась одним из наиболее ответственных периодов в хозяйственном цикле славян, относившихся к хлебу как к высшей ценности; в обрядовом комплексе, сопровождавшем жатву, особенно выделялись ритуалы, отмечающие её начало (зажинки) и конец (обжинки, дожинки). Хотя время уборки урожая определялось в каждой местности климатическими и погодными условиями, во многих местах её стремились приурочить к календарным праздникам, близким по срокам к жатве. Например, у русских начинали уборку (зажинали) яровых со дня Прокопия-жатвенника 8 (21) июля или после Ильина дня 20 июля (2 августа) (ср.: «Илья лето кончает, жито зажинает»).